# تريلوفوصوريات
التريلوفوصوريات (الاسم العلمي: Trilophosauria)، وهي أشباه السحالي من العصر الثلاثي من الألوكوتوصوريا المتعلقة أركوصورات. أفضل جنس معروف لها هو التريلوفوصور، وهي من من العاشبات التي يصل طولها إلى 2.5 متر. كانت قصيرة، ذات جمجمة ثقيلة مركبة، مجهزة بأسنان عريضة بأسطح قص حادة لقطع أجزاء النبات الصلبة. الأسنان بعيدة عن قادمة الفك العلوي وأمام الفك السفلي، التي ربما في حياتها كانت مجهزة بمنقار قرني.